# Coo (unità periferica)
L'unità periferica di Coo (in greco Περιφερειακή ενότητα Κω?) è una delle tredici unità periferiche in cui è divisa la periferia dell'Egeo Meridionale.
Il territorio comprende le isole di Coo, Gyali, Nisiro oltre a numerose isole dell'Egeo.

## Geografia antropica

### Suddivisioni amministrative
L'unità periferica è stata istituita il 1º gennaio 2011 a seguito dell'entrata in vigore della riforma amministrativa detta piano Callicrate. Precedentemente era parte della prefettura del Dodecaneso ed è suddivisa nei seguenti comuni (i numeri si riferiscono alla posizione del comune nella mappa qui a fianco):
- Coo (7)
- Nisiro (11)